# 松尾香世子
松尾 香世子（まつお かよこ、日本の声楽家、ソプラノ歌手。東京都。旧活動名は松尾祐実菜。
アーティスト名は「イリス (IRIS)」。

## 経歴
日本オペラ歌手育成部修了。ハンガリー・リスト音楽院留学。平成13年度文化庁在外派遣員としてドイツのデットモルトへ留学。ヘルムート・クレッチマー、高折續、藤井多恵子、塚田京子、河原廣之、エヴァ・アンドール、クルト・ヴィットマーに師事。
1991年東京オペラプロデュース公演「ドン・ジョヴァンニ」ツェルリーナ役でデビュー。1994年・1995年と続けてサントリー主催グスタフ・クーンアカデミーに合格。1996年サンフランシスコオペラコンクール入選。
1993年以降、数々の日本初演の舞台に主演。現在は宗教作品、オラトリオなど、コンサートにも力を入れている。
二期会会員、日本ロッシーニ協会会員、東京オペラプロデュースメンバー、およびミリオンコンサート協会所属。
2008年4月1日、プロ野球・巨人 vs 中日戦（東京ドーム開幕戦）にて国歌独唱を務める。

## 出演歴
- 1991年
  - 6月 パナソニックグローブ座／「ドン・ジョバンニ」／ツェルリーナ役でデビュー
- 1993年
  - 3月 メルパルク・ホール／ヴェルディ「椿姫」／フローラ役
- 1994年
  - 10月 パナソニックグローブ座／グノー「ロメオとジュリエット」／日本初演ジュリエット役
- 1995年
  - 2月 なかのZEROホール／R・シュトラウス「ナクソス島のアリアドネ」／日本初演ナヤーデ役
  - 6月 パナソニックグローブ座／ベルリオーズ「ベアトリスとベネディクト」／日本初演エロー役
- 1996年
  - 5月 神戸文化ホール大ホール／ヴェルディ「椿姫」／ヴィオレッタ役
- 1997年
  - 9月 北とぴあ・さくらホール／ロッシーニ「オリー伯爵」／原語日本初演アデーレ役
- 1998年
  - 2月 新国立劇場中劇場／ワーグナー「恋はご法度」／マリアーナ役
  - 7月 新国立劇場中劇場／グノー「ロメオとジュリエット」／ジュリエット役
  - 10月 なかのZEROホール／ベルリオーズ「ベアトリスとベネディクト」／エロー役
  - 12月 カザルスホール／リサイタル
- 1999年
  - 4月 新国立劇場中劇場／ロッシーニ「ハムレット」／原語日本初演オフェーリア役
- 2000年
  - 2月 なかのZEROホール／R・シュトラウス「無口な女」／日本初演アミンタ役
  - 7月 新国立劇場中劇場／ロッシーニ「オテロ」／原語日本初演デズデモナ役
- 2003年
  - 1月 新国立劇場大劇場／ハイドン「無人島」／シルヴィア役
  - 2月 新国立劇場中劇場／ドニゼッティ「当惑した家庭教師」／日本初演ジルダ役
  - 7月 めぐろパーシモンホール大ホール／モーツァルト「魔笛」／パミーナ役
- 2004年
  - 1月 新国立劇場中劇場／ドニゼッティ「当惑した家庭教師」／ジルダ役
  - 11月 なかのZEROホール／オッフェンバック「天国と地獄」／ユリディス役
- 2005年
  - 7月 新国立劇場中劇場／H.Aマルシュナー「ヴァンパイア」／日本初演エミー役
  - 11月 津田ホール／リサイタル
- 2006年
  - 1月 大森ベルポート・アトリウム／初夢コンサート
  - アクトシティー浜松中ホール／2006年ニューイヤーコンサート
  - 9月 北とぴあ・さくらホール／ドビュッシー「ロドリーグとシメーヌ」／日本初演シメーヌ役
- 2007年
  - 2月 サントリーホール／マーラー復活 ソプラノソロ
  - 7月 JR北海道本社／桑園ふれあいコンサート「イリスから優しい風」
  - 11月 日生劇場／オッフェンバック「天国と地獄」二期会主催／ミネルヴァ役
  - 12月 アクトシティ浜松大ホール／ベートーヴェン「第九」ソプラノソリスト／浜松交響楽団
- 2008年
  - 2月 新国立劇場中劇場／ワーグナー「妖精」／日本初演ローラ役
  - 4月 読売巨人軍の東京ドーム開幕戦にて国歌独唱を果たす。
  - 5月 キリスト品川教会／オルガンとヴァイオリンとのジョイントコンサート
  - 10月 中野ゼロ大ホール／ラター「レクイエム」ソプラノソロ／合奏団ZERO
- 2009年
  - 1月 新国立劇場小劇場／モーツァルト「偽の女庭師」セルペッタ役／東京アンサンブル
  - 3月 すみだトリフォニーホール／R・シュトラウス「4つの最後の歌」ソプラノソロ／東京楽友協会交響楽団
  - 6月 JR北海道本社／第99回桑園ふれあいコンサート「C'est la vie. 時の流れにのせて」
  - 10月 音楽の友ホール／第47回NOPコンサート 松尾香世子・内山信吾ジョイントリサイタル
  - 11月 恵比寿アート・カフェ・フレンズ／コンサート「C'est la vie. 時の流れにのせて」
- 2010年
  - 2月 なかのZERO大ホール／ベートーヴェン「第九」ソプラノソリスト／コーア・ハルモニームジーク東京
  - 7月 世田谷美術館／歌とお花のコラボレーション・コンサート「Vent Vert～オーヴェルニュの風に寄せて」
  - 8月 東京ミッドタウン／SING TOGETHER!
  - 11月 ルーテル市ヶ谷ホール／Liederabend im Herbst～晩秋に奏でるドイツリートの夕べ～
- 2011年
  - 3月 浜松交響楽団 復興チャリティーコンサート 司会ナレーションにて協力。
  - 7月 東京にてチャリティーコンサート
  - 6月 中野ゼロホール　モーツァルトコンサートアリア
  - 11月 表参道アリストホールにてティータイムコンサート(チャリティー)
  - 12月 浜松交響楽団にてマーラー4番ソロ
- 2012年
  - 1月,2月 東京にてアプリコ大ホールにてグリーグ作曲「ペール・ギュント」ナレーションと歌で出演。
- 2013年
  - 2月 新国立劇場中劇場にてオッフェンバック「ロビンソン・クルーソー」(日本初演)スザンヌ役で出演。
  - 12月末〜2014年1月 にっぽん丸「ニューイアー・グアムサイパンクルーズ」にメインゲストとして出演。
  - 12月 日比谷 松本楼110周年記念イベントXmasディナーショーに出演。
- 2016年
  - 1月 文京シビック大ホールにて オペラ「こうもり」演奏会形式 ハイライト ロザリンデ役で出演。
  - 9月 川越 茶陶苑にて 松尾祐実菜コンサート。
- 2017年
  - 5月 新国立劇場中劇場にてオッフェンバック 「ラインの妖精」(日本初演)アルマガード役で主演。

## ディスコグラフィー

### CD
- イリス～清らかな祈り～（オクタヴィア・レコード）OVCX-00039